# نیکولا چومیچ
نیکولا چومیچ (سیریلیک صربی: Никола Чумић؛ زادهٔ ۲۰ نوامبر ۱۹۹۸) بازیکن فوتبال اهل صربستان است.
از باشگاه‌هایی که در آن بازی کرده‌است می‌توان به باشگاه فوتبال رادنیشکی نیش، باشگاه فوتبال اسلوبودا اوژیتسه، باشگاه فوتبال اسپورتینگ خیخون و باشگاه فوتبال لوتسرن اشاره کرد.
وی همچنین در تیم ملی فوتبال زیر ۲۱ سال صربستان بازی کرده‌است.

## زندگی شخصی
چومیچ در ۲۰ نوامبر ۱۹۹۸ در اوژیتسه، صربستان به دنیا آمد. او از سن ۶ سالگی فوتبال را شروع کرد و در تیم‌های پایه باشگاه فوتبال اسلوبودا اوژیتسه بازی کرد.

## حرفه باشگاهی
چومیچ در سال ۲۰۱۵ به تیم اول باشگاه فوتبال اسلوبودا اوژیتسه پیوست و در ۱۵ بازی برای این تیم به میدان رفت. در سال ۲۰۱۶، او به باشگاه فوتبال رادنیشکی نیش پیوست و در ۳ فصل برای این تیم بازی کرد.
در سال ۲۰۱۹، چومیچ به باشگاه فوتبال اسپورتینگ خیخون در لیگ دسته دوم اسپانیا پیوست. او در ۳۴ بازی برای این تیم به میدان رفت و ۴ گل به ثمر رساند.
در سال ۲۰۲۰، چومیچ به باشگاه فوتبال لوتسرن در سوئیس پیوست. او در ۳۲ بازی برای این تیم به میدان رفت و ۶ گل به ثمر رساند.

## حرفه ملی
چومیچ در سال ۲۰۱۹ به تیم ملی فوتبال زیر ۲۱ سال صربستان دعوت شد. او در ۵ بازی برای این تیم به میدان رفت و ۱ گل به ثمر رساند.

## آمار باشگاهی
| باشگاه                         | فصل       | لیگ | جام حذفی | مجموع |
| ------------------------------ | --------- | --- | -------- | ----- |
| باشگاه فوتبال اسلوبودا اوژیتسه | ۲۰۱۵-۲۰۱۶ | ۱۵  | ۰        | ۱۵    |
| باشگاه فوتبال رادنیشکی نیش     | ۲۰۱۶-۲۰۱۷ | ۲۲  | ۲        | ۲۴    |
| باشگاه فوتبال رادنیشکی نیش     | ۲۰۱۷-۲۰۱۸ | ۲۶  | ۳        | ۲۹    |
| باشگاه فوتبال رادنیشکی نیش     | ۲۰۱۸-۲۰۱۹ | ۲۰  | ۱        | ۲۱    |
| باشگاه فوتبال اسپورتینگ خیخون  | ۲۰۱۹-۲۰۲۰ | ۳۴  | ۴        | ۳۸    |
| باشگاه فوتبال لوتسرن           | ۲۰۲۰-۲۰۲۱ | ۳۲  | ۶        | ۳۸    |

## آمار ملی
| تیم ملی                           | فصل  | بازی | گل |
| --------------------------------- | ---- | ---- | -- |
| تیم ملی فوتبال زیر ۲۱ سال صربستان | ۲۰۱۹ | ۵    | ۱  |